# Cecylia Wazówna
Cecylia Wazówna (ur. 6 listopada 1540 w Sztokholmie, zm. 27 stycznia 1627 w Brukseli) – królewna szwedzka, córka króla Szwecji Gustawa I Wazy i jego drugiej żony Małgorzaty Leijonhufvud.

## Życiorys
Cecylia od wczesnej młodości słynęła z niezwykłej urody, którą często opisywali szesnastowieczni kronikarze. Otrzymała staranne wykształcenie – znała kilka języków oraz interesowała się tańcem, śpiewem i muzyką. Będąc jeszcze bardzo młodą otrzymywała liczne propozycje małżeńskie od przedstawicieli najważniejszych rodów w ówczesnej Europie. Kandydatami do jej ręki byli m.in. książę Wilhelm I Orański, palatyn Jerzy Jan Valdenz i Jan, hrabia Fryzji Wschodniej. Jesienią 1559 roku Cecylia stała się bohaterką skandalu obyczajowego w Szwecji, zwanego „skandalem vadsteńskim”. Po ślubie siostry Cecylii, Katarzyny, z hrabią Edzardem z Fryzji Wschodniej Cecylia wraz z orszakiem siostry opuściła Szwecję. Podczas postoju w Vadstenie, brat szwagra Cecylii, zakochany w młodszej Wazównie hrabia Jan, wkradł się nocą do komnaty swej ukochanej. O wizycie Jana u Cecylii dowiedział się jej przyrodni brat Eryk, który opowiedział o sytuacji ojcu. Król Gustaw rozkazał zaaresztować Jana.
20 lipca 1561 roku na dwór szwedzki przybyło poselstwo polskie, mające doprowadzić do skutku małżeństwo brata Cecylii, Jana III Wazy z Katarzyną Jagiellonką, siostrą króla polskiego Zygmunta II Augusta. Na czele poselstwa stanął młody hrabia Jan Baptysta Tęczyński, który podczas pobytu w Szwecji zakochał się w pięknej Cecylii i poprosił nowego króla szwedzkiego Eryka o rękę jego siostry. Król nie odmówił, jednak poprosił Tęczyńskiego o rozważenie decyzji. Jesienią do Szwecji przybył kolejny kandydat o rękę Cecylii, margrabia badeński Krzysztof II, a Tęczyński opuścił Sztokholm. Pod koniec roku doszło do umowy przedślubnej Cecylii z Tęczyńskim, na mocy której Cecylia miała otrzymać w posagu 100 000 talarów, zaś przyszły małżonek miał wypłacać królewnie 6 000 talarów rocznej renty. Termin ślubu wyznaczono na lato 1562 roku. Na początku 1563 Eryk zmienił jednak zdanie i zrezygnował z planów małżeńskich wobec Cecylii. Jesienią Jan Tęczyński wypłynął z Gdańska do Szwecji, aby przeprowadzić ponowne negocjacje z Erykiem w sprawie ślubu z Cecylią. W drodze do Sztokholmu Jan został zatrzymany w Danii, gdzie padł ofiarą epidemii i w grudniu 1563 zmarł.
Rok po śmierci polskiego narzeczonego, 18 czerwca 1564 roku, w Sztokholmie Cecylia została żoną margrabiego badeńskiego Krzysztofa, z którym doczekała się sześciorga dzieci:
- Edwarda Fortunata (ur. 1565, zm. 1600) – margrabiego badeńskiego,
- Krzysztofa Gustawa (ur. 1566, zm. 1609),
- Filipa (ur. 1567, zm. 1620),
- Karola (ur. 1569, zm. 1590),
- Bernarda (ur. 1570, zm. 1571),
- Jana Karola (ur. 1572, zm. 1599) – kawalera maltańskiego.

Po śmierci męża w 1574, wychowana w wierze ewangelickiej Cecylia przeszła na katolicyzm. W 1597 czyniła starania o wyjazd do Krakowa, jednak nie wiadomo czy podróż ta doszła do skutku. Pod koniec życia Cecylia cieszyła się szczególnymi względami papieża. Zmarła w podeszłym wieku w Brukseli.